# Institut des systèmes complexes
L′Institut des systèmes complexes de Paris Île-de-France est un institut de recherche scientifique inter-institutionnel de la région parisienne, en France, créé en 2005 dans l'objectif de favoriser la recherche interdisciplinaire impliquant l'étude de systèmes complexes, le calcul intensif, et des big data,.
Actuellement dirigé par David Chavalarias, il comporte des espaces de co-working, salles de séminaires, et ressources pour le calcul intensif et le traitement de données.
D'après David Chavalarias, un évènement survenu fin 2024, à savoir les attaques de la presse d'extrême droite contre le projet HelloQuitteX, témoigne de l'émergence en France d'attaques contre les institutions scientifiques, comme cela se produit déjà aux États-Unis.